# قائمیه (رفسنجان)
قائمیه (رفسنجان)، روستایی از توابع بخش فردوس شهرستان رفسنجان در استان کرمان ایران است.

## جمعیت
این روستا در دهستان فردوس قرار دارد و براساس سرشماری مرکز آمار ایران در سال ۱۳۸۵، جمعیت آن ۱۸۶ نفر (۴۸خانوار) بوده‌است.